# Циганкові Ниви
Циганкові Ниви (рос. Цыганковы Нивы) — присілок в Усвятському районі Псковської області Російської Федерації.
Населення становить 30 осіб. Входить до складу муніципального утворення Усвятська волость.

## Історія
Від 2015 року входить до складу муніципального утворення Усвятська волость.

## Населення
| 2001 | 2002 | 2010 |
| ---- | ---- | ---- |
| 57   | ↘47  | ↘30  |